# Джет Блэк
Джет Блэк (Jet Black, настоящее имя Брайан Джон Даффи, англ. Brian John Duffy; 26 августа 1938, Илфорд — 6 декабря 2022) — британский рок-музыкант, более всего известный как барабанщик The Stranglers, группы, в составе которой он выступал вплоть до 2007 года.

## Биография
Брайан Джон Даффи родился 26 августа 1938 года в Илфорде, Эссекс, где и провёл детские годы. Будучи выходцем из преподавательской среды, больше всего на свете он ненавидел школу, поэтому при первой же возможности бросил учёбу и начал работать плотником и строительным рабочим, по вечерам играя на ударных в джаз-оркестрах в Сохо (где и приобрёл прозвище Jet Black).
В Гилдфорде (к этому времени успев дважды жениться и развестись) Блэк организовал собственный бизнес. Он основал одну из первых британских частных пивоварен (до начала 70х годов они были нелегальными), которая превратилась вскоре в крупное предприятие, работавшее как на внутренний, так и на внешний рынок. На верхних этажах его магазина Jackpot размещались офисы пивного предприятия, в подвале — цех по производству мороженого, имевший обширный транспортный отдел.
К началу 1974 года Блэк решил организовать профессиональную рок-группу. Безрезультатно прослушав около 25 гитаристов и 40 басистов, он затем сам откликнулся на объявление в Melody Maker. Так произошла его встреча с Хью Корнуэллом и Johnny Sox — в Камдене, районе Северного Лондона. При том, что многие источники утверждают, что Джет будто бы «присоединился» к Johnny Sox, сам он подчеркивает, что это не совсем так. Он поиграл полчаса с группой (сессия прошла в пустой заброшенной квартире на севере Лондона, где Хью обитал в качестве сквоттера), нашёл её «интересной» и предложил музыкантам, не имевшим на тот момент ни гроша, перебраться к нему в Гилдфорд — это было бы удобнее для всех, но главное, как сам он понимал, группе предстояло проделать серьёзную подготовительную работу. Участники Johnny Sox не соглашались на переезд до тех пор, пока Джет не упомянул о возможности расселить их на верхнем этаже винного магазина. После нескольких дней непрерывных репетиций, Джет пришёл к выводу, что всерьез к музыке никто, кроме Хью не относится и уволил остальных. Так прекратили своё существование Johnny Sox и возникло ядро The Stranglers.
Вскоре после того, как к составу присоединился Жан-Жак Бернел, Джет Блэк передал управление всем своим бизнесом менеджеру и перевез трио в Чиддингфорд (в десяти милях от Гилфорда), где снял дом, в котором расположилась группа. Взяв на себя обязанности менеджера, он избрал выигрышную тактику: позвонив в клуб, интересовался, какая там звучит музыка, и тут же объявлял: «Мы играем именно то, что вам нужно!» Наконец, преисполнившись уверенности в том, что группу ожидает большое будущее, он продал все свои предприятия: на вырученные деньги группа безбедно существовала вплоть до получения первого большого контракта. Джет оставил при себе один только фургон, в котором прежде развозилось мороженое: в течение многих месяцев он и служил группе единственным средством передвижения.
Джет Блэк формально не участвовал в написании текстов песен, но был активным генератором идей. Блэк, единственный участник группы, интересовавшийся парапсихологией, сверхъестественными явлениями и НЛО (однажды с женой он сам видел неопознанный летающий объект), считается автором идеи, которая легла в основу альбома The Gospel According to The Meninblack.
Джет Блэк был образцом сдержанности в коллективе, но и у него случались срывы. Вот как Бернел описывал поведение барабанщика после жестокого уличного столкновения с бандой raggere:

 …Мы вернулись в отель, и нас отказались обслуживать в ресторане, хотя до закрытия оставался час. Джета это доконало. Он подхватил стол — он у нас крепкий парень, вы знаете — и высадил им стеклянную витрину. Когда стало ясно, что и после этого нас обслуживать не хотят — а мы ведь сначала просили их вежливо! — он стульями разнёс бар. Но и после этого они нас не захотели обслуживать. Тогда он вышел из зала, снял с платформы игровой автомат, вернулся с ним в ресторан и разгромил им всё… Тем вечером нас выдворили из Альдебурга, пришлось уезжать в Стокгольм. Джет продолжал по пути задирать шведов: подходил к ним и говорил: «У вас скучная страна!..»
 Оригинальный текст (англ.)…We went back to the hotel and they wouldn't serve us food although it was an hour before closing. And Jet just totally flipped. He picked up a table - he's a strong big boy y'know - and he threw it through a plate-glass window. And they still refused to serve him - we did ask nicely at 
first - so then he smashed up the bar with a few chairs. And they still didn't wanna serve us, so then he went out and came back with one of those video type games - a whole thing standing about this high from the ground - brought it into the restaurant and smashed the whole thing. We were forced out of Aldeburgh that night and had to drive to Stockholm - by which time Jet had tried beating up a few people on the way, aggravating a few Swedes, going up to their faces and saying, "Your country's boring"...

Так в репертуаре The Stranglers появилась песня Sweden (вошедшая в третий альбом) — ироническое воспоминание о «скучной» Швеции, с клипом, где роль «пациента» играет Джет Блэк — стрэнглер, которого шведская скука «окончательно доконала».
Перед началом работы над Feline Блэк принял решение больше не записываться в студии вживую: вместо этого он начал программировать партии электронных ударных, используя набор Simmons, за ударную установку возвращаясь лишь на гастролях.
Джет Блэк — автор брошюры «Much Ado About Nothing» (1981), в которой описываются подробности беспорядков в Ницце, который, по версии французской полиции, были спровоцированы участниками The Stranglers в 1980 году.
Блэк всегда играл просто, но временами на сцене (особенно когда исполнялись «Duchess» и «Down in the Sewer») пускался в мощные и изобретательные импровизации. Как и многие барабанщики, он был неудовлетворен возможностями стандартной ударной установки и постоянно работал над её усовершенствованием. В числе новшеств, на которые Джет Блэк имел патент, — Jet Black Power Bass Drum Pedal, которая значительно упростила работу барабанщика и позволила свободно варьировать месторасположение басового барабана.